# Paulo César Grande
Paulo César Grande (Rinópolis, 11 de fevereiro de 1958) é um ator brasileiro. Dentre seus trabalhos na televisão destacam-se as telenovelas Guerra dos Sexos, Cambalacho, Que Rei Sou Eu?, Deus Nos Acuda, Por Amor, Brega e Chique e Vitória. É casado com a atriz Cláudia Mauro.

## Filmografia

### Televisão
| Ano       | Título                | Personagem                   | Notas                               | Emissora          |
| --------- | --------------------- | ---------------------------- | ----------------------------------- | ----------------- |
| 1982      | Ninho da Serpente     | Karl                         |                                     | Rede Bandeirantes |
| 1982      | Campeão               | Laerte                       |                                     | Rede Bandeirantes |
| 1983      | Guerra dos Sexos      | Ronaldo                      |                                     | Rede Globo        |
| 1984      | Amor com Amor Se Paga | Sérgio Barreto               |                                     | Rede Globo        |
| 1984      | Livre para Voar       | Calio                        |                                     | Rede Globo        |
| 1986      | Cambalacho            | Aramis Trancoso              |                                     | Rede Globo        |
| 1987      | Brega & Chique        | Pedro                        |                                     | Rede Globo        |
| 1988      | Sassaricando          | Luís Alberto                 | Participação                        | Rede Globo        |
| 1988      | Vale Tudo             | Franklin                     | Episódio: "16 de maio - 22 de maio" | Rede Globo        |
| 1988      | Bebê a Bordo          | Pretendente de Ângela        | Episódio: "19 de novembro"          | Rede Globo        |
| 1989      | Que Rei Sou Eu?       | Bertrand                     |                                     | Rede Globo        |
| 1989      | Tieta                 | Rosalvo                      |                                     | Rede Globo        |
| 1990      | Barriga de Aluguel    | Dudu                         |                                     | Rede Globo        |
| 1992      | Deus Nos Acuda        | Wagner                       |                                     | Rede Globo        |
| 1993      | Sonho Meu             | Augusto                      | Episódio: "27 de setembro"          | Rede Globo        |
| 1994      | Você Decide           | Dalmo                        | Episódio: "A vida não acabou"       | Rede Globo        |
| 1994      | Quatro por Quatro     | Tiago                        |                                     | Rede Globo        |
| 1996      | Quem É Você?          | Rodrigo Tavares              |                                     | Rede Globo        |
| 1996      | Xica da Silva         | Evaristo de Sepúlveda Toledo |                                     | Rede Manchete     |
| 1997      | Por Amor              | Wilson Vieira                |                                     | Rede Globo        |
| 1998      | Labirinto             | Armando                      | Episódio: "10 de novembro"          | Rede Globo        |
| 1999      | Sai de Baixo          | Tenente Silas                | Episódio: "Deu Plano Pra Manga"     | Rede Globo        |
| 1999      | O Belo e as Feras     | Eugênio Paranhos             | Episódio: "Mas Será o Veredito?"    | Rede Globo        |
| 1999      | Tiro e Queda          | Júlio Belini                 |                                     | RecordTV          |
| 2000      | Aquarela do Brasil    | Dr. Paiva                    | Episódios: "19–22 de setembro"      | Rede Globo        |
| 2002      | Desejos de Mulher     | Bob                          | Episódio: "13 de maio"              | Rede Globo        |
| 2003      | Malhação              | Professor Heitor Brito       |                                     | Rede Globo        |
| 2004      | Senhora do Destino    | Almir                        | Episódio: "22 de agosto"            | Rede Globo        |
| 2004      | Esmeralda             | Rodolfo Álvarez Real         |                                     | SBT               |
| 2005      | Mandrake              | Guedes                       | Episódio: "Eva"                     | HBO Brasil        |
| 2006      | Páginas da Vida       | Lucas Azevedo                |                                     | Rede Globo        |
| 2008      | Casos e Acasos        | Maurício                     | Episódio: "A Garota"                | Rede Globo        |
| 2008      | Faça sua História     | Jeremias                     | Episódio: "Duas é Demais"           | Rede Globo        |
| 2008      | Desejo Proibido       | Valdenor                     |                                     | Rede Globo        |
| 2009      | Malhação              | Adamastor Peralta            | Temporada 16                        | Rede Globo        |
| 2011      | Vidas em Jogo         | Severino Ramos Bandeira      |                                     | RecordTV          |
| 2013      | Nova Família Trapo    | Sheeva                       | Especial de fim de ano              | RecordTV          |
| 2014      | Vitória               | Bernardo Ramos               |                                     | RecordTV          |
| 2015      | Conselho Tutelar      | Américo                      | Episódio: "Reparos"                 | RecordTV          |
| 2016      | A Terra Prometida     | Haniel                       |                                     | RecordTV          |
| 2017      | 1 Contra Todos        | Farias                       | Episódio: "Ícaro"                   | Fox Brasil        |
| 2017      | Belaventura           | Merlino                      |                                     | RecordTV          |
| 2019      | Topíssima             | José Carlos Soares (Zeca)    |                                     | RecordTV          |
| 2024-2025 | Reis                  | Baasa                        | Temporada: "A Emboscada"            | RecordTV          |

### Cinema
- 1983 - Doce Delírio
- 1985 - Os Bons Tempos Voltaram - Vamos Gozar Outra Vez
- 1997 - For All - O Trampolim da Vitória
- 1987 - Leila Diniz
- 1987 - Brasa Adormecida
- 2001 - Minha Vida em Suas Mãos
- 2002 - Viva Sapato
- 2008 - Era Uma Vez